# Phumosia testacea
Phumosia testacea är en tvåvingeart som först beskrevs av Senior-white 1923.  Phumosia testacea ingår i släktet Phumosia och familjen spyflugor. Inga underarter finns listade i Catalogue of Life.